# Саламанка (футбольний клуб)
«Саламанка» (ісп. Unión Deportiva Salamanca, S.A.D.) — колишній іспанський футбольний клуб з міста Саламанка, який виступав в Сегунді Б. Заснований у 1923 році. Домашні матчі проводив на стадіоні «Естадіо Ельмантіка», що вміщає 17 371 глядачів. Ліквідований через фінансові проблеми 18 червня 2013 року.

## Історія
Клуб був заснований 9 лютого 1923 року. Найбільших успіхів команда досягла у 1974—1981 роках під керівництвом Хосе Луїса Гарсії Траїда. В цілому «Саламанка» провела 12 сезонів у вищому іспанському дивізіоні, востаннє в сезоні 1998/99 років. Найкращим результатом було сьоме місце в сезоні 1974/75, а у своєму останньому сезоні 2012/13 «Саламанка» грала в третьому за рівнем дивізіоні іспанського футболу.
18 червня 2013 року, через 90 років після свого створення, клуб був ліквідований через накопичення несплачених боргів.
На базі «Саламанки» того ж 2013 року був створений новий клуб «Салмантіно», який 2018 року повернув історичну назву і став називатись «Саламанка УДС».

## Досягнення
- Переможець Сегунди Б (4): 1987/88, 1991/92, 1992/93, 1993/94, 2005/06.
- Переможець Терсери (8): 1944/45, 1947/48, 1955/56, 1956/57, 1964/65, 1966/67, 1968/69, 1972/73

## Відомі гравці
- Кольдо
- Катанья
- Карлос Вела
- Хайме Ласкано
- Мічель Сальгадо
- Ісмаель Урсаїс
- Говард Нортвейт
- Педру Паулета
- Богдан Стеля
- Дубравко Павличич
- Владимир Веремезович

## Відомі тренери
- Маріано Гарсія Ремон
- Хосе Луїс Гарсія Траїд
- Феліпе Міньямбрес
- Хосе Франсіско Рохо